# Paracuri (navio)
O Paracuri (Paracury) foi um navio mercante brasileiro tipo veleiro danificado durante a Segunda Guerra Mundial pelo submarino alemão U-159, em 5 de junho de 1942, quando navegava no Oceano Atlântico Norte.